# Ad van Liempt
Adolph Petrus Maria (Ad) van Liempt (Utrecht, 21 mei 1949) is een Nederlands journalist, auteur van oorlogsboeken en tv-programmamaker. Hij is oud-hoofdredacteur van NOVA. In 2010 kreeg hij een Ere-Nipkowschijf voor zijn hele oeuvre.

## Levensloop
Van Liempt groeide op in Utrecht, in een eenvoudig gezin. Hij volgde in Utrecht het gymnasium aan het Bonifatius Lyceum en studeerde vervolgens aan de plaatselijke universiteit klassieke talen. Deze studie brak hij al snel af. 
In oktober 2006 won hij de Nationale Rekentoets die door de Volkskrant was georganiseerd. Van Liempt is een verdienstelijk tafeltennisser en een hartstochtelijk supporter van FC Utrecht. In november 2008 trad hij toe tot de raad van commissarissen van de voetbalclub. Hij bleef in die functie tot halverwege 2013.

## Carrière
Van Liempt werd in november 1968 leerling-journalist bij de krant Het Centrum in Utrecht. Het Utrechts Nieuwsblad nam Het Centrum in 1971 over, waar hij chef nieuwsdienst werd voordat hij overstapte naar de televisie. In 1982 werd hij chef binnenland bij het NOS Journaal. Hij werkte in 1988 voor de NOS samen met de geschiedkundige en Tweede Oorlog-kenner Loe de Jong aan een nieuwe versie van de televisieserie De bezetting. In 1989 stond hij aan de wieg van het programma NOS-Laat, de voorloper van NOVA. Enkele jaren was hij hoofdredacteur van NOVA, na Tom Kamlag en voor Gerard Dielessen.
Tussen de bedrijven door schreef hij boeken als De lijktrein en Een mooi woord voor oorlog (over de politionele acties in Nederlands-Indië) en Klem in de draaideur (samen met Ger van Westing) over de ruzie in 1998 tussen minister van Justitie Winnie Sorgdrager en de procureurs-generaal onder leiding van Arthur Docters van Leeuwen.
In 1998 bedacht Van Liempt met Gerda Jansen Hendriks het televisieprogramma Andere Tijden (NPS/VPRO), waarin wekelijks een historisch onderwerp wordt belicht. In november 2002 verscheen Van Liempts boek Kopgeld. Nederlandse premiejagers op zoek naar joden. 1943 over de Jodenophalers in Nederland tijdens de Tweede Wereldoorlog, in maart 2005 gevolgd door het gedenkboek Bernhard 1911-2004. In datzelfde jaar kwam zijn monografie Het Journaal. Achter de schermen van vijftig jaar televisiegeschiedenis uit.
In september 2006 werd Van Liempt lector onderzoeksjournalistiek op televisie aan de Hogeschool Utrecht. Vanaf 2007 tot januari 2010 was hij chef geschiedenis bij de NPS. In maart 2009 benoemde minister Plasterk hem tot lid van de raad van toezicht bij het in Arnhem te vestigen Nationaal Historisch Museum.
Van 2007 tot 2013 voerde Van Liempt samen met Jan Luitzen de redactie over een serie bundels van sportverhalen, getiteld Tussenstand, Achilles en Sportlegendes.
Van Liempt was de initiatiefnemer en de eindredacteur van de 9-delige NPS-televisiedocumentaire De Oorlog uit 2009. Datzelfde jaar verscheen van zijn hand, met medewerking van Hans Blom en een vijfkoppig researchteam, een bij de serie behorend gelijknamig boek. 
Op 10 januari 2011 werd aan Van Liempt een eredoctoraat toegekend door de Universiteit van Amsterdam (UvA). De universiteit roemde zijn bijdrage in Nederland aan geschiedkundig onderzoek en historiografie, vooral op het gebied van studies over de Tweede Wereldoorlog. Ook werd erop gewezen dat hij een belangrijke rol gespeeld had in het overbruggen van de traditionele kloof tussen journalistiek en de academische wereld. Daarnaast vond de UvA dat hij altijd een kritische wetenschappelijke houding had aangenomen.
Op 23 maart 2017 kreeg hij in het Goethe-Institut in Amsterdam het eerste exemplaar aangeboden van Oorlogsouders van Isabel van Boetzelaer. Van Liempt had naar eigen zeggen meegelezen tijdens het ontstaan van het boek en er een wervende tekst voor geschreven. Na publicatie bleek dat Oorlogsouders op essentiële punten onbetrouwbaar was. Van Liempt noemde het een dieptepunt in zijn carrière en heeft naar eigen zeggen zijn excuses aangeboden aan directbetrokkenen en niet meegewerkt aan een herziene versie van Oorlogsouders die in mei 2018 verscheen.
In 2017 schreef hij met Margot van Kooten het jubileumboek ter gelegenheid van het 150-jarig bestaan van Het Nederlandse Rode Kruis. Het eerste exemplaar werd op 8 mei 2017 in ontvangst genomen door koning Willem-Alexander.

## Proefschrift en controverse

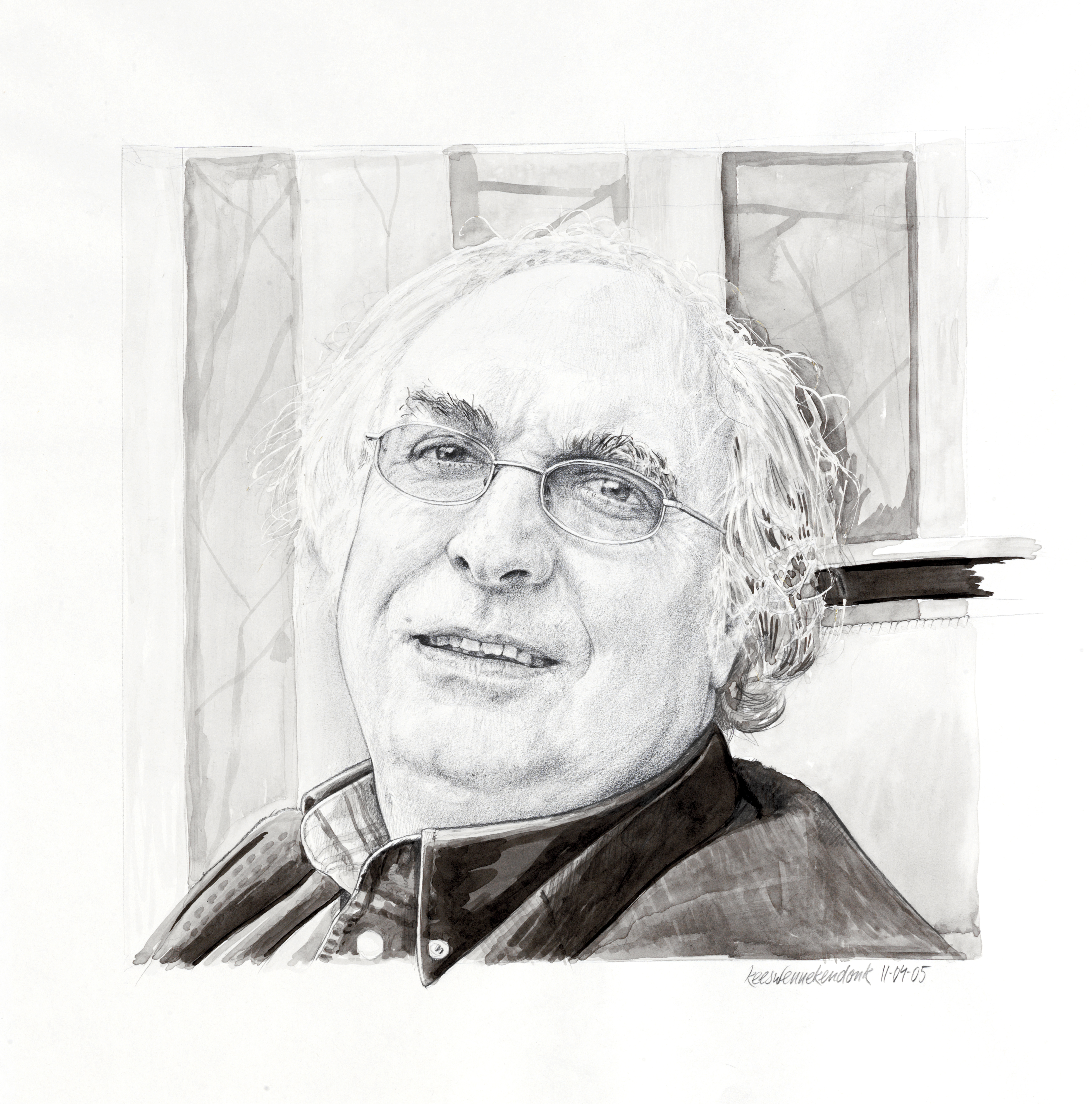
Ad van Liempt door Kees Wennekendonk

In 2012 werd Van Liempt door onder meer Theodor Holman en Max Dohle beschuldigd van het gebruik van andermans werk zonder daarvoor de juiste credits te verstrekken en het verbreken van een journalistieke afspraak. Op 9 mei 2019 promoveerde Van Liempt aan de Rijksuniversiteit Groningen op een biografie over de kampcommandant van Westerbork, Albert Gemmeker. Aan de vooravond van deze promotie werd hij door Frits Barend in Het Parool beschuldigd van het 'pronken met andermans veren' in diverse andere zaken. Frank van Kolfschooten en Geert Mak vonden de 'vendetta tegen Ad van Liempt' onterecht. Onder meer historicus dr. Rudolf Dekker, onderzoeksjournalist Bart FM Droog en prof. dr. Lodewijk Brunt beschuldigen Van Liempt van (serieel) plagiaat. Ook Carla Rus uitte kritiek op het proefschrift van Van Liempt. Zij verweet Van Liempt "jumping to conclusions", tunnelvisie en het negeren van onderzoeksdata die zijn uitgangsstelling tegenover Gemmeker bekritiseren. Vervolgens achtte zij het onjuist dat Van Liempt promoveerde op een onderzoek naar de persoonlijkheidsstructuur van Gemmeker "zonder dat Van Liempt voldoende zijn licht heeft opgestoken in de wetenschappelijke wereld van de psychologie en de psychiatrie". 
In december 2019 verklaarde de Rijksuniversiteit Groningen dat een onderzoekscommissie geen plagiaat had aangetroffen in het proefschrift van Van Liempt. De Commissie Wetenschappelijke Integriteit oordeelde wel dat er op sommige onderdelen sprake was van onzorgvuldigheden. Zo stelde zij dat Van Liempt nauwkeuriger te werk had kunnen gaan met de bronvermelding. Op 21 december 2019 zei Van Liempt: "Ik erken dat er op onderdelen sprake is van onzorgvuldigheden met name bij bronvermelding: dat spijt me en dat is een les voor me." Het Landelijk Orgaan Wetenschappelijke Integriteit (LOWI) oordeelde in augustus 2020 dat Van Liempt met zijn proefschrift de wetenschappelijke integriteit niet geschonden heeft. Wel bevatte het proefschrift volgens het LOWI inhoudelijke fouten en geadviseerd werd deze te corrigeren. Het college van bestuur van de Rijksuniversiteit Groningen nam de adviezen van het LOWI over.